# Bertrand de Dombales
Bertrand de Dombales (Bertrand de Domballes) – polski herb szlachecki, z indygenatu.

## Opis herbu
Opis zgodnie z klasycznymi regułami blazonowania:
W polu błękitnym dwie rzeki srebrne, prawo skośne, a między nimi trzy gwiazdy złote. 
Nad tarczą korona baronowska (7-pałkowa), nad nią hełm w koronie, z której wyrasta klejnot - ręka zbrojna z mieczem. 
Labry błękitne, podbite srebrem.

## Historia herbu
Nadany w 1764 roku Janowi i Eliaszowi Bertrandom de Domballes. Potwierdzenie złożenia przysięgi przez Eliasza w 1768 roku. Tytuł baronowski w Królestwie Polskim w 1824 roku.

## Herbowni
Bertrand de Domballes.